# Basilius Faber
Basilius Faber, född omkring 1520 i Sorau i Niederlausitz, död omkring 1576 i Erfurt, var en tysk pedagog.
Faber blev 1560 rektor vid lutherska skolan i Quedlinburg, men avskedades 1570 till följd av sin vägran att underskriva Corpus doctrinæ Melanchthonis. 1571 blev han föreståndare för Augustinkollegiet i Erfurt. Hans förnämsta arbete är Thesaurus eruditionis scholasticæ, (1571; flera upplagor). Faber har ansetts vara en av Tysklands mest framstående skolmän under 1500-talet.